# Georg Boeßner

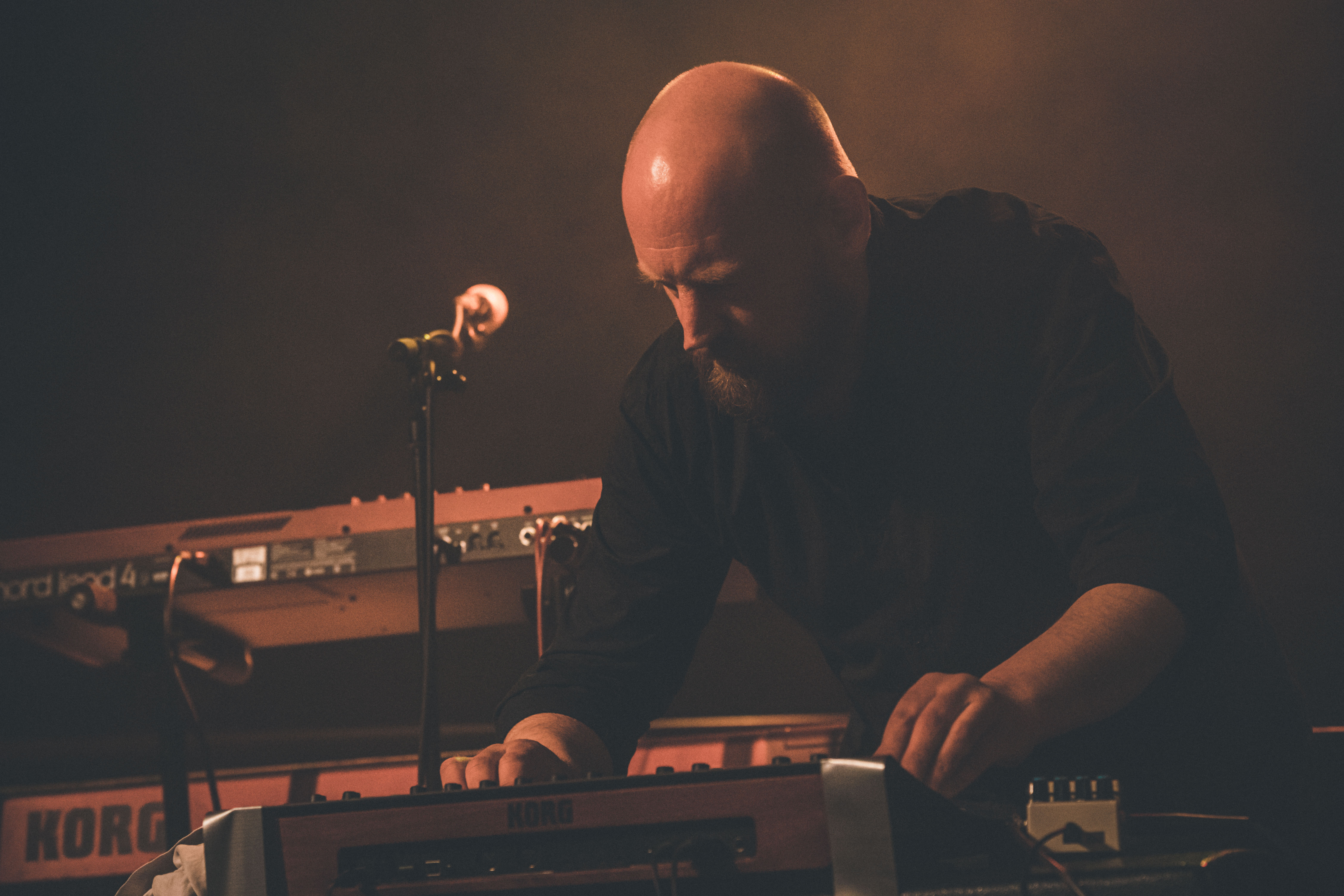
Georg Boeßner (2022)

Georg Boeßner (* 26. Juni 1972 in Aalen) ist ein deutscher Pianist, Komponist, Arrangeur und Autor.

## Biografie
Boeßner erhielt ab 1979 zunächst klassischen Klavierunterricht. Von 1984 bis 1987 hatte er erste Jazzklavier-Lehrer u. a. Peter Ortmann. Von 1987 bis 1990 besuchte er das Maria-Hilf-Internat in Bad Mergentheim und sammelte erste Spielerfahrungen, z. B. als Klavierbegleiter der Clownfrau „Eliszi“, die er 1991 auf einer Deutschlandtournee begleitete.
1988 bis 1991 spielte Boeßner in der Freerock-Band Projekt X, die regelmäßig im club W71 probte und auftrat. Von 1990 bis 1992 absolvierte er eine Musikalienhändlerausbildung und hatte bei Edgar Mann Klavier- und Harmonielehre-Unterricht. 1992–1994 folgte ein Studium an der Berufsfachschule für Musik in Bad Königshofen. Während dieser Zeit spielte er auch im Landesjugendjazzorchester Bayern unter der Leitung von Harald Rüschenbaum und bekam Unterrichtsstunden von Richard Wiedamann, Hans Koller und Chris Beier.
Ab 1994 studierte Boeßner Klavier an der Hochschule für Musik Mainz am Fachbereich Jazz und Popularmusik u. a. bei Achim Kaufmann, Joachim Ullrich und Wolfram Knauer. Das Diplom-Studium schloss er 2000 ab. Während der Studienzeit spielte er mit Benny Bailey sowie Herb Geller und formierte eigene Bands u. a. mit Axel Schlosser und Sebastian Merk. Von 1997 bis 2001 arbeitete Georg Boeßner im Jazzinstitut Darmstadt. Nach dem Studium arbeitete er von 2001 bis 2002 bei Hazelwood Music Produktion und von 2003 bis 2004 bei Schott Music. 2004 spielte Boeßner außerdem einige Monate bei der Loungeband 4 to the bar. Dort lernte er den Produzenten Michael Laven kennen, mit dem er seitdem im Elektronika-Projekt Boeßner & Laven arbeitet.
Seit 2005 schreibt Boeßner auch Arrangements und Kompositionen für Notenausgaben für Musikverlage wie Schott Music oder Nordend Music. 2012 veröffentlichte Georg Boeßner die Klavierschule „Modern Piano Method“ bei Nordend Music, die erste Methode, die neben dem Klaviersystem gleichrangig auch das Klavierspielen nach Leadsheets vermittelt. Diese Lehrwerk würdigen in ihren Testimonials Harold Faltermeyer und Klaus Ignatzek als wichtige Ergänzung auf dem Markt der Klavierschulen.
Auf seinem, 2010 erschienenen Album Mosaic Music Pictures präsentiert er sich in wechselnden Besetzungen als Komponist und Arrangeur. 2012 nahm er mit dem New Yorker Saxofonisten Wayne Escoffery das Album Georg Boeßner Trio Meets Wayne Escoffery auf.
Zwischen 2012 und 2015 leitete er die kommunale Musikschule in Bad Homburg v. d. H. Außerdem unterrichtet er seit 2013 an der Musikhochschule Mainz und seit 2020 am Dr. Hochs Konservatorium in Frankfurt a. M. sowie an der FMW Frankfurter Musikwerkstatt.
2019 kommt es zur Zusammenarbeit mit der Formation Ragawerk um Max Clouth, der wiederum in der Band Georg Boeßner Vier aufgenommen wurde.
Im Laufe der Jahre arbeitete und spielte er als Musiker ferner mit Henrik Walsdorff, Jörg Fischer, Russ Spiegel, Gianluca Petrella, Martin Lejeune, Steffen Weber, Jay Oliver, Ed Partyka, Liza da Costa, Daniel Stelter, Martin Standke, Bill Ramsey, Ralf Cetto und anderen.

## Diskographie (Auswahl)
- Georg Boeßner Vier: The ClimaX Changes  (2022) CD – L+R Records (mit Max Clouth, Alexander Sonntag, Axel Pape)[3]
- Georg Boeßner Trio Meets Wayne Escoffery (2012) CD – Klangraum
- Mosaic Music Pictures (2010) CD – Klangraum
- Georg Boeßner Trio: No Way –  (2002) CD – Orkestrion
- Boeßner/Prieur/Fischer: Paranoia Scene (2000) CD – Orkestrion
- Projekt X: Always Ultra (1989) MC – Saved Music

## Buchveröffentlichungen
- Modern Piano Method. Klavierschule für Unterricht und Selbststudium. Nordend Music, Frankfurt am Main 2012.[4]